# Cavendish College London

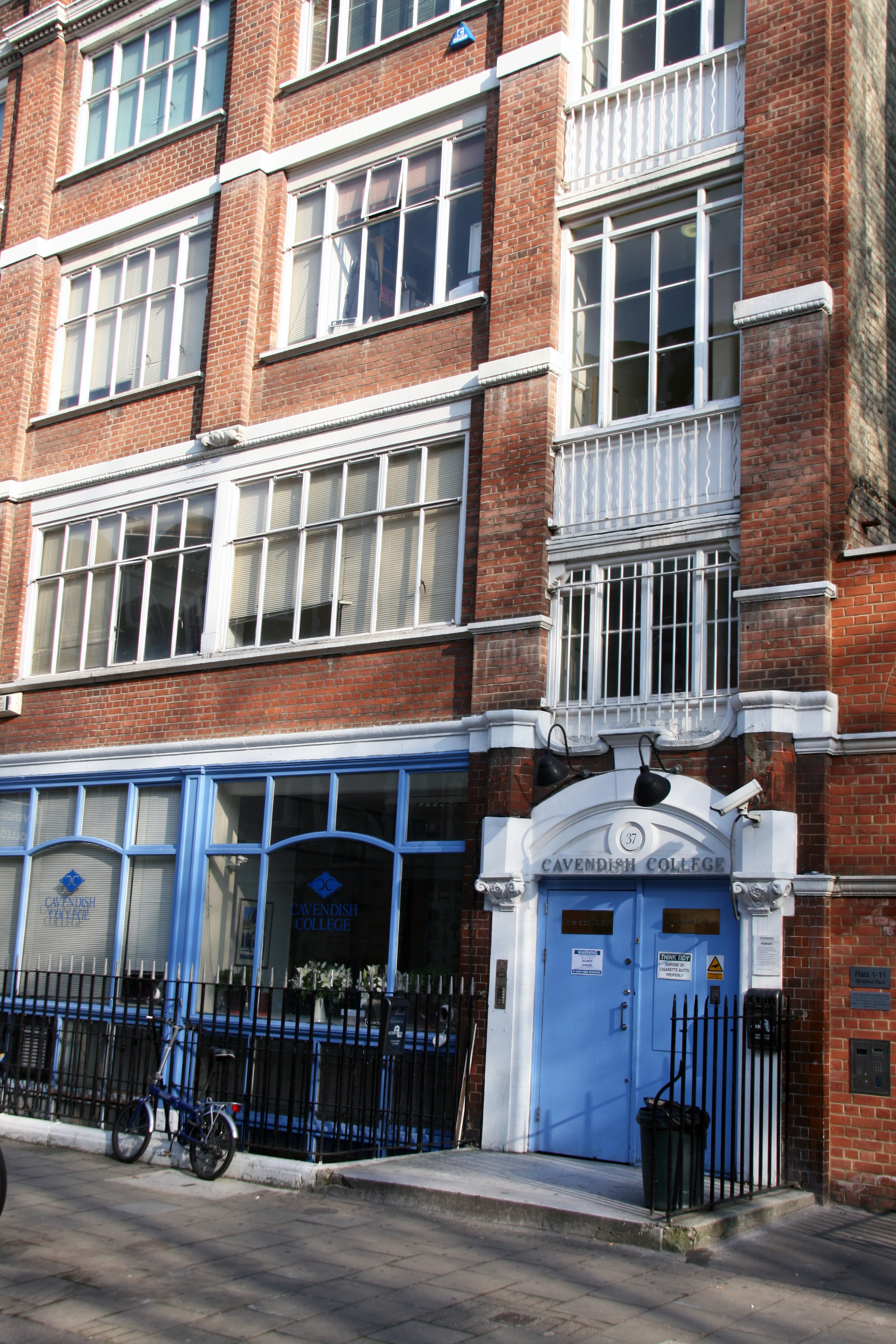
Cavendish College London, 35–37 Alfred Place

Das Cavendish College London (CCL), auch als Cavendish College bekannt, war ein vom British Accreditation Council (Britischer Akkreditierungsrat für unabhängige Hochschul- und Hochschulbildung) anerkanntes und damit Hochschulen gleichgestelltes Institut für akademische Fort- und Weiterbildung. Es bot Kurse in Informatik, Kreativstudien, digitale Medien, Wirtschaft und Gastgewerbe an. Das College war Teil von Cavendish International. Das Cavendish College London wurde im Dezember 2011 geschlossen, aber auch andere anerkannte Cavendish-Zentren, die international noch unter der Cavendish International Ltd. tätig sind. Das College wurde 1985 gegründet. 2004 expandierte Cavendish in Afrika und eröffnete eine Universität in Sambia (Cavendish University Sambia). Nach vier Jahren erfolgreicher Tätigkeit in Sambia expandierte die Marke 2008 nach Uganda und eröffnete ihre zweite Universität in Uganda (Cavendish University Uganda). Am 23. Dezember 2011 gab es bekannt, dass es das Cavendish College London mit sofortiger Wirkung schließen werde. Allen bestehenden Studenten wurde die Möglichkeit eröffnet, in das nahegelegene St. Patrick's College in London zu wechseln.
Namhafte Persönlichkeiten aus Politik und Wirtschaft besuchten das Cavendish College London, so der nigerianische Präsidentschaftskandidat Ahmed Buhari und die Leiterin des türkischen Seramiksan-Konzerns Gül Sağır Aydın.